# Richard Dalton
Richard Dalton (Cork, Irlanda, 27 de agosto de 1979) es un deportista canadiense que compitió en piragüismo en las modalidades de aguas tranquilas y maratón.
Ganó tres medallas de bronce en el Campeonato Mundial de Piragüismo entre los años 2002 y 2010. En los Juegos Panamericanos de 2011 consiguió una medalla de oro.
En la modalidad de maratón, obtuvo una medalla de plata en el Campeonato Mundial de 2000.

## Palmarés internacional

### Piragüismo en aguas tranquilas
| Campeonato Mundial   | Campeonato Mundial   | Campeonato Mundial | Campeonato Mundial |
| Año                  | Lugar                | Medalla            | Competición        |
| -------------------- | -------------------- | ------------------ | ------------------ |
| 2002                 | Sevilla (España)     | Medalla de bronce  | C2 1000 m          |
| 2005                 | Zagreb (Croacia)     | Medalla de bronce  | C1 1000 m          |
| 2010                 | Poznań (Polonia)     | Medalla de bronce  | C1 200 m           |
| Juegos Panamericanos |                      |                    |                    |
| Año                  | Lugar                | Medalla            | Competición        |
| 2011                 | Guadalajara (México) | Medalla de oro     | C1 200 m           |

### Piragüismo en maratón
| Campeonato Mundial | Campeonato Mundial | Campeonato Mundial | Campeonato Mundial |
| Año                | Lugar              | Medalla            | Competición        |
| ------------------ | ------------------ | ------------------ | ------------------ |
| 2000               | Dartmouth (Canadá) | Medalla de plata   | C2                 |